# Жоро Любимеца
Жоро Любимеца е български попфолк певец. Записва песни в периода 1998 – 2009 г. за музикална компания „Пайнер“. Има издадени два албума: „Мераци“, през 2000 г., и „Прошка за обич“, през 2002 г. Сред най-популярните песни от репертоара му са „Дар от съдбата“, „Турне“, „Мераци“, „Налей да пием“, „Прошка за обич“, както и дуетните песни с Валя – „По пътя на любовта“ и „Не се променяй“. През 2014 г. се завръща на музикална сцена с песента „Моето момиче“ и продължава да твори още проекти които радват сърцата на почитателите му.
През 2025 г., след 16-годишна пауза, Жоро Любимеца записва петия си дует с Валя, озаглавен „Същите ли сме“, като към песента има видеоклип, дело на режисьора Николай Скерлев, който е и оператор и сценарист. Музиката е на Валя, текстът е на Петя Радева, а аранжиментът – на Илия Атанасов.

## Дискография

### Студийни албуми
- „Мераци“ (2000)
- „Прошка за обич“ (2002)